# 高島宏子
高島 宏子（たかしま ひろこ、1942年（昭和17年）5月 - ）は、日本の音楽学者。音楽療法士。メゾソプラノ歌手。
元四国大学生活科学部教授。元四国大学短期大学部教授。放送大学非常勤講師。武蔵野音楽大学音楽学部声楽科卒業。徳島県出身。

## 経歴
徳島県出身。1965年（昭和40年）、武蔵野大学音楽学部声楽科を卒業。また徳島大学医学部医学科専攻生を修了。
2000年（平成12年）より四国大学生活科学部児童学科助教授となり、2003年（平成15年）に同学部と四国大学短期大学部の教授に就任。2006年（平成18年）、放送大学非常勤講師に就任。
2002年（平成14年）に日本音楽教育振興協会理事、2007年（平成19年）に四国ミュージックセラピー研究会講師にそれぞれ就任。これまでに日本音楽教育学会・日本声楽発声学会関西支部・日本音楽療法学会・日本保育学会・日本音楽振興協会などに所属。

## 著書
- 『音声治療学』（1999年、金原出版）
- 『音楽療法における声のゆらぎの聴覚心理的評価』（2001年、日本音楽療法学会誌）
- 『音楽の流動性能力に及ぼす効果』（2005年、四国大学紀要自然科学編）
- 『保育者希望学生に対するジョイフルコンサートの教育的効果について』（2009年、日本保育学会第62回大会発表論文集）